# Планалту (Риу-Гранди-ду-Сул)
Планалту (порт. Planalto) — муниципалитет в Бразилии, входит в штат Риу-Гранди-ду-Сул. Составная часть мезорегиона Северо-запад штата Риу-Гранди-ду-Сул. Входит в экономико-статистический микрорегион Фредерику-Вестфален. Население составляет 11 702 человека на 2006 год. Занимает площадь 230,417 км². Плотность населения — 45,8 чел./км².

## История
Город основан 26 декабря 1963 года.

## Статистика
- Валовой внутренний продукт на 2003 составляет 78 166 414,00 реала (данные: Бразильский институт географии и статистики).
- Валовой внутренний продукт на душу населения на 2003 составляет 6439,65 реала (данные: Бразильский институт географии и статистики).
- Индекс развития человеческого потенциала на 2000 составляет 0,795 (данные: Программа развития ООН).

## География
Климат местности: субтропический. В соответствии с классификацией Кёппена, климат относится к категории subtropical (субтропический).